# Aeroportul Marie-Galante
Aeroportul Marie-Galante (IATA: GBJ, ICAO: TFFM) este un aeroport din Franța ce deservește zona Grand-Bourg⁠(d). Aeroportul a fost tranzitat în 2022 de 0 pasageri.
Situat la o altitudine de 5 m, aeroportul dispune de o singură pistă.